# Buslijn 397 (Amsterdam-Nieuw Vennep)
Buslijn 397 is een R-net-buslijn van Connexxion die het Amsterdamse Busstation Elandsgracht met het Leidseplein, Museumkwartier, Knooppunt Schiphol-Noord, Luchthaven Schiphol, Hoofddorp en Nieuw-Vennep verbindt. De lijn werd in december 2017 ingesteld als opvolger van lijn 197.

## Geschiedenis

### Lijn 97
Op 1 september 1975 stelde de toenmalige streekvervoerder Centraal Nederland (voortgekomen uit een fusie van Maarse & Kroon en de NBM) de spitssneldienst 97 in; deze reed van Amsterdam Buitenveldert (de Boelelaan/Buitenveldertselaan) via Schiphol naar Alphen aan den Rijn. Deze lijn was ingesteld als spitsversterking van lijn 45.

### Lijn 197 I
Vanaf 1980 begon CN systematisch de lijnnummers te verhogen om doublures binnen Amsterdam te voorkomen; lijn 97 werd op 1 juni 1981 vernummerd in lijn 197. 
In 1994 werd CN opgedeeld (feitelijk teruggesplitst) in NZH en Midnet; lijn 197 was voortaan een NZH-lijn en ging volledige diensten rijden. Ook werd de lijn via Haarlemmermeerstation doorgetrokken naar Marnixstraat. In 1999 fuseerden NZH en Midnet met de omringende streekvervoerders tot Connexxion; lijn 197 werd ingekort tot Marnixstraat-Leimuiden. Tussen Amsterdam, Schiphol en Alphen ging lijn 370 rijden, als onderdeel van het Interliner snelbusnet; deze lijn werd later ingekort tot Schiphol en Alphen en door Arriva gereden. In 2003 werd lijn 197 opgeheven en deels vervangen door buslijn 164 van stadsvervoerder GVB en sinds mei 2006 lijn 195.

### Lijn 197 II/N97

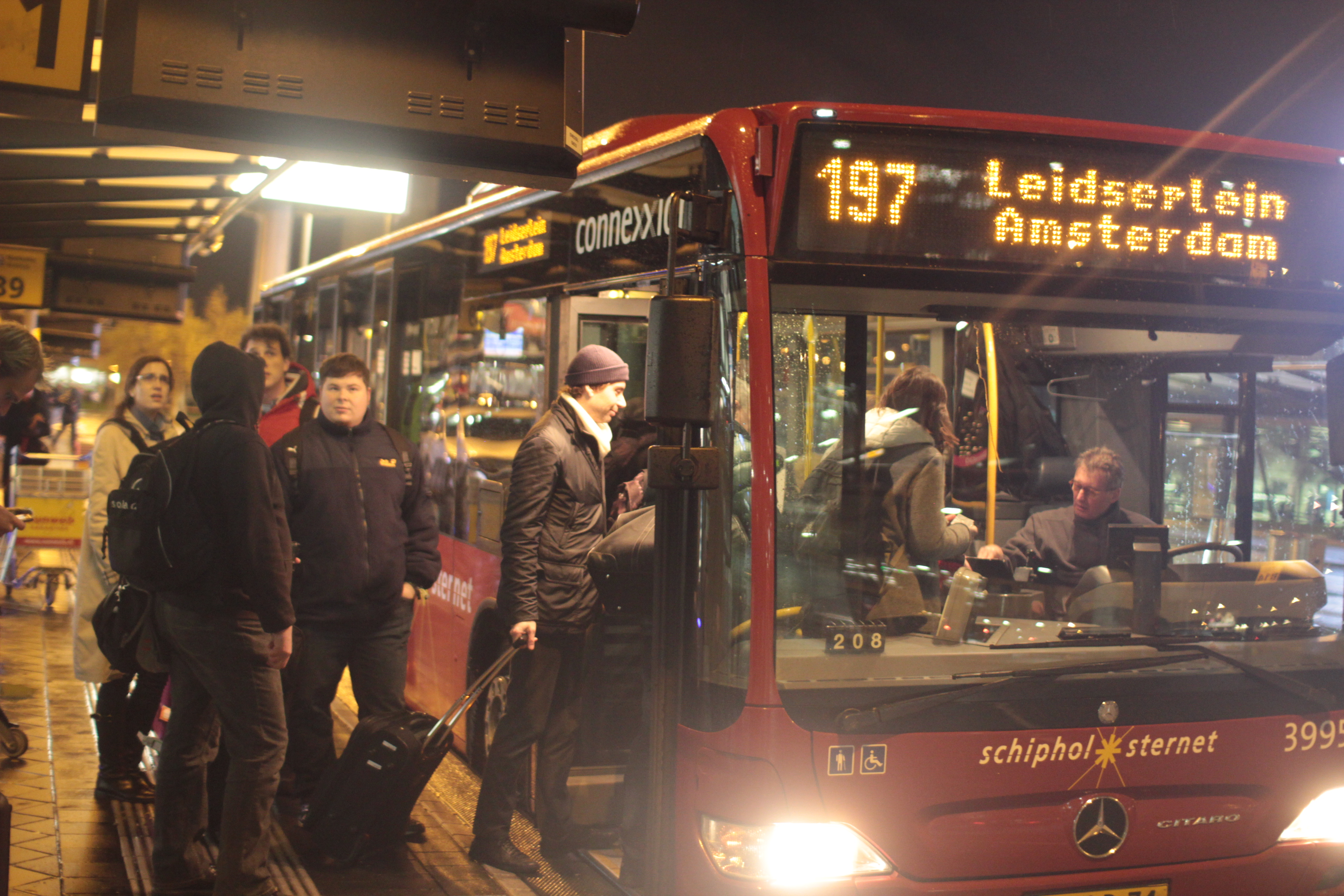
Bus 197 op het busstation van Schiphol, december 2012

In december 2007 stelde Connexxion in aanvulling op lijn 195 een nieuwe sternetlijn 197 en een nachtlijn N97 in tussen het centrum van Amsterdam en Schiphol. Deze lijn reed vrijwel dezelfde route als de eerdere lijn 197 en was uitgegroeid tot een drukke, frequente en met gelede bussen geëxploiteerde lijn die vooral door toeristen werd gebruikt als "airportshuttle" als rechtstreekse verbinding tussen Schiphol en de hotels in het centrum van Amsterdam.

### Lijn 397/N97
Op 10 december 2017 werd lijn 197 met het zuidelijke gedeelte van lijn 310 samengevoegd tot R-netlijn 397 en daarmee doorgetrokken naar Nieuw-Vennep. In tegenstelling tot lijn 397 rijdt lijn N97 door naar Amsterdam Centraal. 